# Triturus anatolicus
Triturus anatolicus é uma espécie de anfíbio gimnofiono da família Salamandridae. Está presente na Turquia. A UICN classificou-a como pouco preocupante.